# فاكوندو غارسيس
فاكوندو غارسيس (بالإسبانية: Facundo Garcés) هو لاعب كرة قدم أرجنتيني، ولد في 5 سبتمبر 1999 في سانتا في في الأرجنتين.

## وصلات خارجية
- فاكوندو غارسيس على موقع قاعدة بيانات كرة القدم.إي يو (الإنجليزية)
- فاكوندو غارسيس على موقع Soccerway.com (الإنجليزية)